# Błędówöknen
Błędówöknen, polska: Pustynia Błędowska, är en 32 km² stor öken i Polen.
Den ligger mellan Błędów samt byarna Chechło och Klucze i Lillpolens vojvodskap och är Centraleuropas största sandområde som inte ligger vid något hav. Sanden har ett medeldjup på 40 meter och ett maxdjup på 70 meter. Den delas i en västlig och en östlig del av floden Biała Przemsza.